# Openswan
Openswanは、Linuxカーネル 2.4、2.6以降向けの完全なIPsec実装である。FreeS/WANプロジェクトから派生して始まったプロジェクトであり、GNU General Public Licenseでのリリースが行われている。FreeS/WANとは異なり、Linuxだけに限定して開発されている。